# Monika Bader
Monika Bader, nemška alpska smučarka, * 9. marec 1959, Trauchgau, Zahodna Nemčija.
Nastopila je na Olimpijskih igrah 1980, kjer je osvojila 21. mesto v smuku. V edinem ločenem nastopu na svetovnih prvenstvih leta 1978 je dosegla deseto mesto v isti disciplini. V svetovnem pokalu je tekmovala štiri sezone med letoma 1977 in 1980 ter dosegla eno uvrstitev na stopničke v smuku. V skupnem seštevku svetovnega pokala je bila najvišje na 23. mestu leta 1978, ko je bila tudi deseta v smukaškem seštevku.